# Jørgen Berggrav
Jørgen Berggrav ist ein ehemaliger norwegischer Marineoffizier (Konteradmiral).
Er besuchte u. a. die norwegische Militärakademie Krigsskolen in Oslo und nahm von 1988 bis 1990 andere Admiralstabsausbildung der Führungsakademie der Bundeswehr (FüAkBw) in Hamburg teil. Berggrav war u. a. Verteidigungsattaché in Finnland. 2011 trat er in den Ruhestand. Er ist Senior Fellow am New Westminster College und Generalsekretär der norwegischen Reservistenvereinigung (seit 2012).